# Sierra de Albarracín
Sierra de Albarracín is een comarca van de Spaanse provincie Teruel. De hoofdstad is Albarracín, de oppervlakte 1414 km² en het inwonertal 4961 (2002).

## Gemeenten
Albarracín, Bezas, Bronchales, Calomarde, Frías de Albarracín, Gea de Albarracín, Griegos, Guadalaviar, Jabaloyas, Monterde de Albarracín, Moscardón, Noguera de Albarracín, Orihuela del Tremedal, Pozondón, Ródenas, Royuela, Rubiales, Saldón, Terriente, Toril y Masegoso, Torres de Albarracín, Tramacastilla, Valdecuenca, El Vallecillo en Villar del Cobo.